# Augustus Simon Frazer
El coronel Augustus Simon Frazer fue un oficial del Ejército Británico que sirvió a fines del siglo XVIII y comienzos del XIX actuando en las Guerras Revolucionarias Francesas, las Invasiones Inglesas al Río de la Plata, en la Guerra de la Independencia Española y en la Campaña de Waterloo.

## Biografía
Sir George Augustus Simon Frazer nació el 5 de septiembre de 1776 en Dunkerque, hijo del coronel Andrew Frazer, del Real Cuerpo de Ingenieros (Royal Engineers) y de Charlotte, hija de Stillingfleet Durnford, esquire del Ordnance Office. Su padre se desempeñaba en ese momento como Comisario Asistente en las tareas de demolición de la fortaleza de Dunkerque.
Efectuó sus primeros estudios en Edimburgo pero a los 13 años dejó los estudios y en agosto de 1790 fue admitido como cadete en la Real Academia Militar de Woolwich donde obtuvo la comisión de segundo teniente en el Regimiento Real de Artillería el 18 de septiembre de 1793. En diciembre de ese año, se unió al ejército en operaciones en Flandes al mando del príncipe Federico Augusto de Hannover, Duque de York, contra las fuerzas de la Primera República Francesa.
En enero de 1794 fue ascendido a teniente 1.º y al mando de una batería de dos cañones de campaña se incorporó al Regimiento de Guardias de Infantería N° 3 en el que se desempeñó hasta el regreso del ejército a Inglaterra en mayo de 1795. Durante ese período estuvo presente en la acción de Mouvaux (14 de abril de 1794), la batalla de Beaumont (Cateau-Cambrésis, 26 de abril), las acciones de Tournai (22 de mayo), Boxtel (15 de septiembre) y la recuperación de Fort St.Andrè (noviembre).
En mayo de 1795 fue nombrado teniente en la Real Artillería Montada y en septiembre de 1799 fue nombrado teniente-capitán (Captain Lieutenant) y durante la Segunda Coalición fue destinado con sus tropas al norte de Holanda. Allí participó de las acciones de Bergen (19 de septiembre) y Alkmaar (2 de octubre). En noviembre de 1799 regresó a Inglaterra con sus tropas.
En septiembre de 1803 fue promovido a capitán de artillería y en marzo de 1807 designado al mando de las fuerzas de esa arma destinadas a la segunda invasión inglesa al Río de la Plata. Al mando de la artillería de la expedición estuvo presente en el asalto de la ciudad de Buenos Aires el 5 de julio de 1807.
En junio de 1811 Frazer fue ascendido a mayor y en noviembre de 1812 se unió al ejército en la Península ibérica al mando de Arthur Wellesley, duque de Wellington, en reemplazo del mayor Bull, quien regresaba a Inglaterra por motivos de salud.
Frazer fue designado para comandar la artillería a caballo (British Horse Artillery) del ejército de Wellington y estuvo presente en las acciones de Salamanca y Osma, en la batalla de Vitoria (13 de junio de 1813), ocasión en la que recibió el grado honorario de teniente coronel, en el sitio de San Sebastián (7 de julio al 8 de septiembre de 1813) donde fue comandante de las baterías del flanco derecho, en el paso del Bidasoa (7 de octubre), del Nivelle (10 de noviembre), en las acciones de Nive (9 al 13 de diciembre de 1813), en el cruce del Adour (23 de febrero de 1814), en el sitio de Bayona el 27 de febrero, donde fue gravemente herido, y en la batalla de Tolosa (10 de abril de 1814).
Al cesar las hostilidades el teniente coronel Frazer regresó a Inglaterra siendo condecorado y nombrado caballero comendador de la Orden del Baño.
Al poco tiempo fue designado para comandar la artillería en el distrito oriental de Inglaterra y el 20 de diciembre de 1814 fue promovido a teniente coronel efectivo en el Regimiento de Artillería Real. Al reiniciarse las hostilidades por el retorno de Napoleón Bonaparte de su cautiverio en Elba, en marzo de 1815 Frazer se unió al ejército aliado en Flandes comandado por el Duque de Wellington, y se reasumió el comando de la artillería volante.
Al asumir el mando, Frazer propuso reemplazar para la campaña algunos de los cañones más ligeros, de 6 libras, que utilizaba la artillería volante por piezas de a 9. Su reputación y firmeza de carácter prevaleció sobre la opinión de su comandante, el duque de Wellington, contrario inicialmente a la propuesta.
Ese cambio, que no sólo agregaba potencia de fuego sino, más importante aún en esas circunstancias, mayor alcance al pasar de 600 m para los de 6 a 800 para los de 9, cercanos al alcance de las piezas de 12 de la artillería francesa (900 m), fue considerado fundamental en la victoria aliada en Waterloo, especialmente por su papel en las primeras fases del combate en que el fuego de la artillería impidió el ataque en masa de la infantería francesa y el asalto frontal de su caballería. Frazer mismo decía que si "las tropas hubieran seguido con cañones ligeros, no dudo en afirmar que la jornada se hubiera perdido".
Tras la campaña de Waterloo, Frazer participó de la marcha sobre París que finalizó con la rendición y ocupación de esa capital. Frazer continuó prestando servicio en el ejército de ocupación y fue nombrado Comisario de Artillería ocupándose de relevar a las guarniciones francesas en las fortificaciones.
Tras regresar el ejército a Inglaterra, fue puesto al mando de la artillería volante, con base en los cuarteles de Woolwich.
El 21 de junio de 1816 Sir Augusto Frazer fue elegido como miembro de la Royal Society.
Mantuvo su puesto en Woolwich hasta ser promovido a coronel del regimiento, en enero de 1825.
En octubre de 1827 fue designado inspector asistente del Departamento de Transporte de Explosivos y en julio del año siguiente director del Laboratorio Real, puesto que mantuvo hasta su muerte, que tuvo lugar el 11 de junio de 1835.
En 1809 había contraído matrimonio con Emma, hija menor de James Lynn, esquire de Woodbridge, Suffolk, con quien tuvo dos hijos. El mayor, Enrique Augusto, nacido en agosto de 1810, ingresó a la Artillería Real y tras retirarse del servicio con el grado de capitán segundo, murió sin descendencia durante un viaje en Siria en julio de 1848. El menor, Andrew James, nació en octubre de 1812, ingresó al Rifle Corps donde alcanzó el grado de teniente y tras retirarse después de un servicio de corta duración murió también sin descendencia en Ramsgate, en julio de 1845.
Tras la muerte de Augustus Simon Frazer, las cartas que escribió en servicio posteriores a 1813 fueron recopiladas por su viuda e hijos y finalmente publicadas por un antiguo subalterno suyo, Sir Edward Sabine, en 1859, y representan una fuente de primer orden para el estudio de ese período histórico.